# Sanctuary (1961)
Sanctuary is een Amerikaanse dramafilm uit 1961 onder regie van Tony Richardson.

## Verhaal
Temple Drake is een vrouw in het Mississippi van de jaren '20. Ze wordt verliefd op de man die haar verkrachtte. Als ze erachter komt dat haar minnaar is gestorven, besluit ze om te trouwen met een andere man. Haar levensgeschiedenis wordt verteld door een zwarte meid, die terechtstaat voor de moord op het kind van Temple.

## Rolverdeling
| Acteur           | Personage       |
| ---------------- | --------------- |
| Lee Remick       | Temple Drake    |
| Yves Montand     | Candy Man       |
| Bradford Dillman | Gowan Stevens   |
| Harry Townes     | Iva Bobbitt     |
| Odetta           | Nancy Mannigoe  |
| Howard St. John  | Governeur Drake |
| Jean Carson      | Norma           |
| Reta Shaw        | Juffrouw Reba   |
| Strother Martin  | Dog Boy         |
| William Mims     | Lee             |
| Marge Redmond    | Flossie         |
| Jean Bartel      | Swede           |
| Hope Du Bois     | Mamie           |
| Pamela Raymond   | Cora            |
| Dona Lorenson    | Connie          |